# Норбертински орден
Премонстра́нти („Орден на регулярните каноници-премонстранти“, на латински: Candidus et Canonicus Ordo Praemonstratensis, OPraem) или Норбертинци са членове на католически монашески орден, основан през 1120 г. от Свети Норберт Ксантенски в абатство Премонтре, в близост до пикардийския град Лаон. Името си орденът получава по името на абатството, където е създаден, но е известен и като норбертински орден, по името на своя основател.

## История
Уставът на ордена е утверден през 1126 г. Премонстрантите бързо увеличават своята численост в Западна Европа, и в средата на XIV век орденът има повече от 1300 манастири.
По време на Реформацията дейността на ордена е забранена в Германия, а по време на Френската революция – и във Франция. Всички абатства и манастири на премонстрантите са конфискувани, вкл. и абатство Премонтре. В началото на XIX век орденът е почти ликвидиран, запазени са само 8 абатства (всички в Австрия). През втората половина на XIX и в началото на XX век орденът отново е в подем – числото на абатствата му нараства до 20 в началото на XX век и до 80 в края на века.

## Дейност
В духовно отношение премонстрантите са близки до монасите-августинци, подобно на тях се ръководят в монашеския си живот от „Устава на Свети Августин“.
През 2010 г. премонстрантите броят 1209 души, от тях 918 свещеници. Орденът притежава 79 абатства, в т.ч. и женски. Абатствата са основно в Европа – в Белгия, Нидерландия, Франция, Германия, Австрия, Унгария.